# میشل مورگان (هنرپیشه کانادایی)
میشل مورگان (انگلیسی: Michelle Morgan؛ زادهٔ ۱۶ ژوئیهٔ ۱۹۸۱) هنرپیشه، خواننده و تهیه‌کننده اهل کانادا است. وی در آلبرتا، کلگری زاده شده‌است. مورگان در ۳۰ ژوئن ۲۰۱۲ با دریک تیسدل ازدواج کرد، آنها دو فرزند بنام «مارا کارمن تیسدل» و «نوئا سنتیاگو تیسدل» دارند.

## حرفه
او از سال ۲۰۰۷ در سریال مزرعه قلب‌ها به عنوان خواهر بزرگتر امی فلمینگ حضور داشته، همچنین وی در سال ۲۰۰۸ در فیلم ترسناک زامبی و خاطرات مردگان به ایفای نقش پرداخته‌است. مورگان در ژانویه ۲۰۰۸ در قسمت "Be All My Sins Remember'd" سریال استارگت آتلانتیس ظاهر شد.